# Мелати
Мелати (рос. меллаты, англ. mellates, нім. Mellate m pl) – органічні мінерали, солі медової (мелатної) кислоти – С12Н6О12. Об’єднують велику кількість слабко вивчених мінералів. Найбільш відомий водний мелат алюмінію - мелліт (від грецьк. “мелі” – мед).